# Horst Nowack
Horst Nowack est un acteur allemand.

## Biographie
Il a joué au Distel, alors en Allemagne de l'Est, en 1954.

## Filmographie

### Cinéma
- 1981 : Alles im Eimer (de) (remake de On demande un assassin)
- 1979 : Der Willi-Busch-Report (de) (Willi Busch Reporter)
- 1979 : Die Schulmädchen vom Treffpunkt Zoo (de)
- 1978 : Die Frau gegenüber (de) (La femme d'en face)